# Artoria separata
Artoria separata är en spindelart som beskrevs av Vink 2002. Artoria separata ingår i släktet Artoria och familjen vargspindlar. Inga underarter finns listade i Catalogue of Life.